# أمية بن معاوية بن هشام
أُمَية بن مُعَاوية بن هشام بن عبد الملك بن مروان بن الحكم بن أبي العاص الأموي القرشي (ق 130 هـ / 747م) أمير أموي، وهو حفيد الخليفة هشام بن عبد الملك وأخو الأمير عبد الرحمن الداخل مؤسس الدولة الأموية في الأندلس، خرج أُمَية بن مُعَاوية على الخليفة مروان بن مُحَمد الأموي وطمع بالخِلافة، فظفر به مروان وأسره ثم قتله صبراً.

## نسبه
- هو: أُمَية بن مُعَاوية بن الخليفة هشام بن الخليفة عبد الملك بن مروان بن الصحابي الحكم بن أبي العاص بن أمية بن عبد شمس بن عبد مناف بن قصي بن كلاب الأموي العبشمي القرشي الكناني.[2]